# Каїрська сільська рада (Лиманський район)
Каї́рська сільська́ ра́да — колишня адміністративно-територіальна одиниця та орган місцевого самоврядування в Лиманському районі Одеської області. Адміністративний центр — село Каїри.
Історія утворення сільської ради: 
Одеська обласна рада рішенням від  21 вересня 2000 року внесла зміни в адміністративно-територіальний устрій окремих районів такі зміни: в Комінтернівському районі утворила Каїрську сільську раду з центром у селі Каїри, і підпорядкувала сільраді село Нове Селище Петрівської сільської ради.

## Загальні відомості
- Населення ради: 762 особи (станом на 2001 рік)

## Населені пункти
Сільській раді були підпорядковані населені пункти:
- с. Каїри
- с. Нове Селище

## Населення
За переписом населення України 2001 року в сільській раді мешкали 762 особи.

### Мова
Розподіл населення за рідною мовою за даними перепису 2001 року:
| Мова       | Відсоток |
| ---------- | -------- |
| українська | 93,18 %  |
| російська  | 3,54 %   |
| молдовська | 1,44 %   |
| гагаузька  | 0,92 %   |
| білоруська | 0,39 %   |
| болгарська | 0,26 %   |
| інші       | 0,27 %   |

## Склад ради
Рада складалася з 12 депутатів та голови.
- Голова ради: Олар Володимир Ілліч
- Секретар ради: Завадська Людмила Олександрівна

### Керівний склад попередніх скликань
| Прізвище, ім'я, по батькові | Основні відомості                                                                       | Дата обрання          | Дата звільнення       |
| --------------------------- | --------------------------------------------------------------------------------------- | --------------------- | --------------------- |
| Олар Володимир Ілліч        | Сільський голова, 1966 року народження, член Всеукраїнського об'єднання «Батьківщина»   | 26.03.2006 25.10.2015 | 31.10.2010 25.10.2020 |
| Калюжний Олексій Леонідович | Сільський голова, 1975 року народження, освіта середня спеціальна, член Партії регіонів | 31.10.2010            | 25.10.2015            |

Примітка: таблиця складена за даними сайту Верховної Ради України

### Депутати
За результатами місцевих виборів 2010 року депутатами ради стали:

#### За суб'єктами висування
| Суб'єкт висування | Кількість обраних депутатів | %    |
| ----------------- | --------------------------- | ---- |
| Самовисування     | 6                           | 50   |
| Партія регіонів   | 5                           | 41,7 |
| Народна партія    | 1                           | 8,3  |

#### За округами
| № округу        | Прізвище, ім'я, по батькові     | Дата визнання обраним | Освіта             | Партійна приналежність                        | Відомості про обраного депутата                                                                                   |
| --------------- | ------------------------------- | --------------------- | ------------------ | --------------------------------------------- | --- |
| Народна Партія  |                                 |                       |                    |                                               | |
| 1               | Гайчук Ольга Петрівна           | 02.11.2010            | середня спеціальна | член Народної партії                          | ПСП «Україна», ветеринарний лікар                                                                                 |
| Партія регіонів |                                 |                       |                    |                                               | |
| 3               | Чернега Анастасія Миколаївна    | 02.11.2010            | середня спеціальна | член Партії регіонів                          | Каїрський навчально-виховний комплекс «загальноосвітня школа І-ІІ ст. — дитячий садок», вчитель                   |
| 5               | Коломієць Анатолій Миколайович  | 02.11.2010            | середня спеціальна | член Партії «Демократичний Союз»              | пенсіонер |
| 8               | Андрієш Євген Миколайович       | 02.11.2010            | середня            | член Партії регіонів                          | Одеський кабельний завод, охоронець                                                                               |
| 11              | Тонконоженко Валерій Іванович   | 02.11.2010            | середня            | член Партії регіонів                          | догляд за хворим                                                                                                  |
| 12              | Кінда Олександр Дмитрович       | 02.11.2010            | середня            | член Партії регіонів                          | пенсіонер |
| Самовисування   |                                 |                       |                    |                                               | |
| 2               | Завадська Людмила Олександрівна | 02.11.2010            | середня спеціальна | член Всеукраїнського об'єднання «Батьківщина» | Каїрська сільська рада, секретар                                                                                  |
| 4               | Данилюк Тетяна Афанасіївна      | 02.11.2010            | вища               | позапартійна                                  | Каїрський навчально-виховний комплекс «загальноосвітня школа І-ІІ ст. — дитячий садок», вчитель                   |
| 6               | Парубоча Лілія Володимирівна    | 02.11.2010            | середня спеціальна | позапартійна                                  | Каїрський навчально-виховний комплекс «загальноосвітня школа І-ІІ ст. — дитячий садок», вихователь дитячого садка |
| 7               | Родонюк Ірина Леонідівна        | 02.11.2010            | середня спеціальна | позапартійна                                  | Каїрський сільський будинок культури, директор                                                                    |
| 9               | Родонюк Світлана Юріївна        | 02.11.2010            | середня            | член Всеукраїнського об'єднання «Батьківщина» | Каїрська сільська рада, спец. ІІ кат. з соц.питань                                                                |
| 10              | Бойко Наталя Олексіївна         | 02.11.2010            | вища               | член Народної партії                          | Каїрський навчально-виховний комплекс «загальноосвітня школа І-ІІ ст. — дитячий садок», вчитель                   |